# Vodka Lemon
(Da un dialogo del film)
Vodka Lemon è un film del 2003 diretto da Hiner Saleem.
Film realizzato da una coproduzione franco-italo-svizzero-armena e diretto dal curdo Hiner Saleem, alla sua quarta esperienza, che mostra l'Armenia tra cruda realtà e favolistica felicità, comunque sempre racchiusa in un complessivo scenario di decadimento, testimoniato dalla costante presenza della neve, in attesa del disgelo.

## Trama
Hamo si mette in contatto coi figli, organizza il matrimonio della nipote e conosce Nina. La figlia di questa racconta alla madre di riuscire a mettere da parte un po' di soldi suonando il pianoforte in un albergo e raccogliendo mance, celando così l'attività di prostituta che è ridotta a praticare per portare avanti la famiglia.
Hamo e Nina, vedovi e poveri, sono costretti a vendere i loro affetti più cari quando le loro possibilità di tirare avanti la baracca s'infrangono: Hamo contava su uno dei suoi figli, trasferitosi a Parigi, ma ancora senza lavoro, e comincia vendendo un armadio, quindi un televisore e infine una divisa da militare, mentre Nina, resasi conto dell'attività della figlia e dell'impossibilità di andare avanti in questo modo, è costretta a vendere il pianoforte.
Ma proprio la scelta di Hamo, infine, di non vendere il pianoforte, porta alla luce il valore di ottimismo che il film vuole evidenziare, e di rinascita oltre il declino.

## Produzione
Il film è rinchiuso all'interno di una struttura circolare: si apre con un letto che scorre in avanti, verso lo spettatore, e si chiude con un pianoforte che si allontana, diretto verso l'orizzonte.

## Riconoscimenti
- 2003 - Mostra del Cinema di Venezia
  - Premio San Marco
- 2004 - Festival International du Film d'Amour de Mons
  - Grand Prix